# Contea di Warren (Pennsylvania)
La contea di Warren (in inglese Warren County) è una contea dello Stato della Pennsylvania, negli Stati Uniti. La popolazione al censimento del 2000 era di 43 863 abitanti. Il capoluogo di contea è Warren.